# 因伍德 (印第安納州)
因伍德（英語：Inwood）是位於美國印第安納州馬歇爾縣的一個非建制地區。該地的面積和人口皆未知。